# Lulu (1962)
Lulu ist eine österreichische Literaturverfilmung von Rolf Thiele aus dem Jahr 1962. Sie beruht auf dem Stück Lulu, einer Zusammenfassung der Stücke Erdgeist und Die Büchse der Pandora von Frank Wedekind aus dem Jahr 1913.

## Handlung
Lulu wird mit 14 Jahren von Verleger Dr. Schön von der Straße geholt. Sie wollte ihm seine Uhr stehlen, er will aus ihr eine Dame machen. Als er glaubt, ihr nichts mehr beibringen zu können, verheiratet er die junge Frau mit dem Medizinalrat Dr. Goll. Der lässt sie zu seinem Geigenspiel tanzen und bei Kunstmaler Schwarz malen. Als Dr. Schön den wachsamen Dr. Goll aus dem Maleratelier lotst, versucht der Lulu verfallene Schwarz prompt, die junge Frau zu verführen. Weil Goll unerwartet zurückkehrt und beide in eindeutiger Situation sieht, erleidet er einen Anfall und stirbt. Im Atelier erscheint zum ersten Mal die Gräfin Geschwitz, die in Lulu verliebt ist, sie seit längerem heimlich verfolgt und nun mit ihr eine Weltreise unternehmen will. Dr. Schön jedoch plant, Lulu erneut zu verheiraten.
Wenig später ist Lulu die Ehefrau von Maler Schwarz. Sie ist gelangweilt mit dem Mann, der sich seit der Eheschließung nicht mehr um sie bemüht. Sie betrügt ihn daher mit Dr. Schön, der jedoch selbst eine Heirat plant und daher Schwarz von den Eskapaden seiner Frau berichtet. Der labile Schwarz erschießt sich. Lulu wird nun, unterstützt von Dr. Schöns Sohn Alva, eine Attraktion in einem Varieté. Als sie als Blumenmädchen tanzen soll und im Publikum Dr. Schön mit seiner Verlobten sieht, fühlt sie sich von ihm verhöhnt. Statt der Rolle des Blumenmädchens führt sie den lasziven Tanz der Salomé vor. Als Dr. Schön sie wegen des Skandals zur Rede stellt, umgarnt sie ihn. Bald darauf ist sie mit ihrem Ziehvater Schön verheiratet.
Auch diese Ehe ist unglücklich, gehen bei Lulu die Männer doch weiterhin ein und aus. Ihr früherer Lehrvater von der Straße, Schigolch, bringt zusammen mit dem Dompteur Rodrigo fremde Männer zu Lulu, die weiter von Alva begehrt wird. Lulu möchte sich lieber Alva hingeben. Der betrogene Dr. Schön kehrt eines Tages zu früh nach Hause zurück, sieht seinen Sohn mit Lulu und zückt einen Revolver. Lulu tötet ihren Mann in Notwehr. Sie kommt ins Gefängnis.
18 Monate später gelingt ihr mithilfe von Schigolch, Rodrigo, Alva und Gräfin Geschwitz die Flucht aus dem Gefängnis. Zu fünft fliehen sie nach Paris, wo Rodrigo ein Spielcasino eröffnet. Er begehrt die Gräfin, die jedoch nur Lulu liebt. Als Alva, Lulu und die Gräfin sämtliches Vermögen verspielt haben und Rodrigo Lulu, auf deren Ergreifung eine Belohnung ausgesetzt ist, an die Polizei ausliefern will, führt Lulu ihm scheinbar die Gräfin zu. Diese schneidet ihm bei einer Dressurvorführung die Pulsadern auf. Rodrigo verblutet. Zu viert gelingt die Flucht nach London, wo sie in armen Verhältnissen leben. Lulu prostituiert sich, doch ist es Alvas Eifersucht, die die Freier vertreibt. Als Gräfin Geschwitz sich angesichts eines neuen Freiers schwört, Lulu aufzugeben, wird diese ermordet – ihr letzter Freier war Jack the Ripper.

## Produktion
Lulu wurde von 15. Januar bis zum 15. März 1962 in Wien gedreht. Die Uraufführung fand am 7. Juni 1962 im Turm-Palast in Frankfurt am Main statt.
Die Filmbauten stammen von Fritz Mögle und Heinz Ockermüller.
Die FSK gab den Film zunächst ab 18 Jahren frei; inzwischen besitzt er eines FSK 16.

## Kritik
Der Spiegel befand 1962: „Die Entfesselung des Sexus wirkt statt als Affront allenfalls als Kitzel. Anstelle der alle Sittengesetze umstürzenden Dämonie des Geschlechts praktiziert Nadja Tiller […] professionellen Sex-Appeal mittels Netzstrümpfen und Schleierhemdchen. Kabarettistische Arabesken, Thieles Spezialität, nehmen Wedekinds schreiend-bunter Szenenfolge die letzte Schärfe.“
Das Lexikon des internationalen Films bezeichnete Lulu als eine „mißlungene… Kinoversion“ des Wedekindschen Stoffes: „Lustgestöhn, Schweißausbrüche und eine schleimige Plüsch-Atmosphäre sorgen für jene ‚Lasterhaftigkeit‘, die im deutschen Film der frühen sechziger Jahre als ‚gewagt‘ galt.“